# Dahshur
Dahshur (in arabo  دهشور ‎?, Dahshūr) è una località situata nel deserto, sulla riva occidentale del Nilo, a circa quaranta chilometri da Giza e pochi chilometri a sud della zona archeologica di Saqqara. Vi è una necropoli fra le meglio conservate, conosciuta per la presenza di complessi piramidali e per numerose tombe nobiliari di notevole importanza archeologica.

Ma a Dahshur oltre agli importanti siti funerari, sulla riva destra del Nilo, nel Wadi Al-Garawi vi sono i resti della più antica diga del mondo, risalente alla IV dinastia le cui dimensioni erano di 100 metri di lunghezza e 50 di altezza.

## Necropoli di Dahshur

Dahshur panorama con a destra la Piramide romboidale della IV dinastia ed a sinistra la Piramide Nera di Amenemhat III (XII dinastia)

La Necropoli di Dahshur è un agglomerato costituito da vari complessi piramidali, da sepolture di nobili, da un villaggio di operai e funzionari, ubicato tra Saqqara sud ed il sito archeologico di Mazghuna e a 45 chilometri dal Il Cairo.
Presenta una superficie di circa 5 per 3 chilometri e si estende in zona desertica all'inizio dell'altopiano libico su un terreno cedevole che procurò notevoli problemi alla costruzione della Piramide romboidale del sovrano Snefru.
Nel 1967 il sito venne dichiarato zona militare posta sotto strettissima sorveglianza e quindi interdetto sia al pubblico sia agli studiosi ma è tornato accessibile nel 1996.
Pur essendo un'area molto estesa è stata praticamente poco frequentata e studiata nonostante il vasto numero di sepolture e le sue piramidi, alcune delle quali costruite prima di quelle di Giza, che in origine erano 11, tutte edificate in quello che costituiva l'antico XXI nomo dell'Alto Egitto.
A Dahshur avvenne il passaggio molto importante dalla piramide a gradoni alla prima piramide vera e propria che è quella di Snefru detta piramide rossa o settentrionale, costruita in pianta quadrata con un'inclinazione di 45° e progenitrice di quella più famosa di Cheope alla quale però non è inferiore per caratteristiche costruttive.
Nella necropoli compaiono per la prima volta innovazioni architettoniche classiche della IV dinastia quali: piramide classica, piramide accessoria, tempio funerario, rampa processionale e tempio a valle e risulta mutato anche l'orientamento dei complessi funerari da nord-sud come in quelli della III dinastia ad est-ovest in diretto collegamento con il cammino eterno del sole.

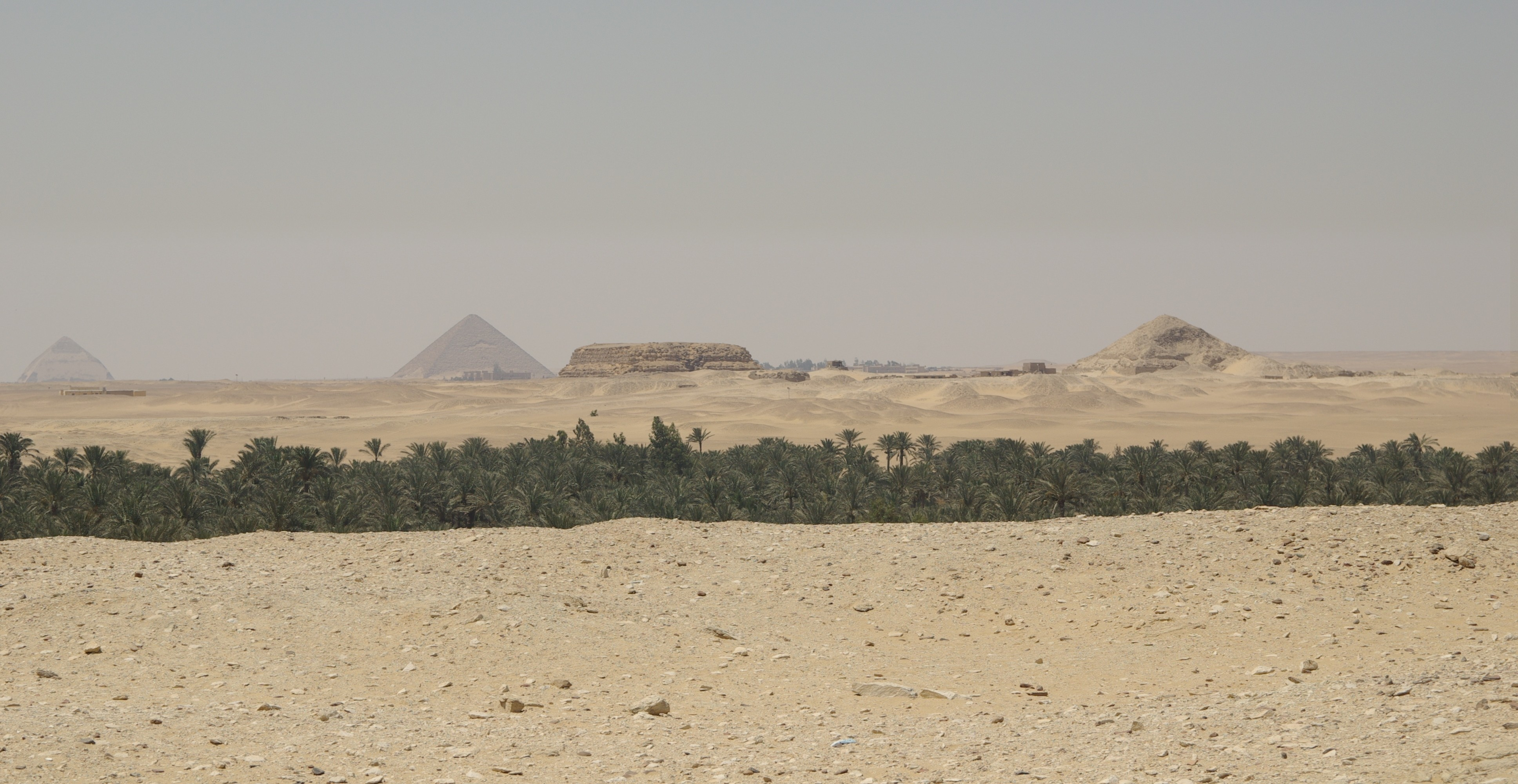
Panorama del comprensorio di Saqqara sud - con mastaba di Shepseskaf e piramide di Pepi II - ed inizio della necropoli di Dahshur - piramide romboidale e piramide rossa di Snefru

Il sito può essere così suddiviso in:
- Complessi piramidali
- Necropoli nobiliari
- Città degli operai

La necropoli nobiliare è costituita da sepolture ipogee e mastabe, di cui alcune trovate intatte con splendidi corredi funerari mentre nelle sottostrutture dei complessi piramidali sono state ritrovate anche le barche sacre e funerarie complete di slitte per il trasporto del sovrano defunto.
A sud della necropoli vi sono due piramidi, una del sovrano Amenemhat IV e l'altra della regina Sobeknefrure della XII dinastia, che spesso vengono indicate come appartenenti alla necropoli di Dahshur ma che in realtà sono nel comprensorio archeologico di Mazghuna.

## Complessi piramidali di Dahshur
I complessi piramidali di Dahshur sono le sepolture di sovrani appartenenti sia all'Antico Regno che al Medio Regno così identificate da nord a sud:
- Piramide di Sesostri III (1) - XII dinastia
- Piramide rossa (3) - IV dinastia - di Snefru
- Piramide di Amenemhat II (4) - XII dinastia - Anche conosciuta come "Piramide Bianca"
- Piramide sconosciuta  del Medio Regno
- Piramide di Amenemhat III (7)- XII dinastia - Anche conosciuta come "Piramide Nera"
- Piramide romboidale (8) - IV dinastia - di Snefru
- Piramide di Ameny Qemau - XIII dinastia
- Complessi sconosciuti - forse della XIII dinastia

Queste "dimore di eternità" vennero edificate su due linee parallele dove in una si trovano le piramidi più antiche e nell'altra le più recenti.
Durante l'Antico Regno il sovrano Snefru ne costruì due con pietre provenienti dall'altopiano libico e risultano le meglio conservate.
I sovrani del Medio Regno edificarono in mattoni crudi con successivo rivestimento in calcare fine di Tura ma le piramidi furono quasi subito saccheggiate delle pietre di copertura, data la grande vicinanza con le terre fertili ed i villaggi, contribuendo a renderle degli ammassi informi su cui anche il trascorrere del tempo ha infierito senza clemenza. Questi re scelsero Dahshur sia per riposare vicino al loro illustre predecessore, Snefru, divinizzato, sia per la posizione strategica sulla carovaniera che portava al Fayyum, via commerciale e passaggio obbligato.
Le piramidi del Medio Regno furono costruite sul limite dell'altopiano che essendo molto vasto consentì di edificare secondo i canoni architettonici dei complessi funerari senza sacrificare antiche sepolture e vengono chiamate le "piramidi di Morgan" dal nome dell'egittologo Jacques de Morgan, che le studiò per primo.

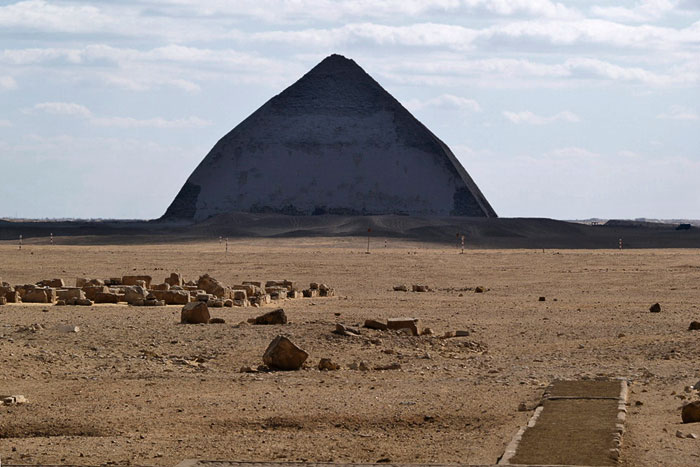
Piramide romboidale di Snefru

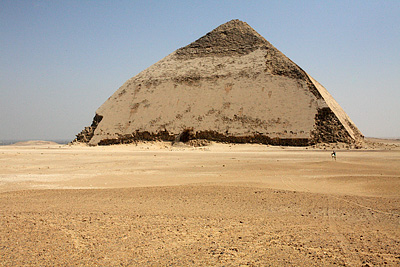
Piramide romboidale

La più grande è la piramide detta piramide romboidale (o "a doppia pendenza"), la seconda, in ordine di tempo, costruita da Snefru (padre di Cheope), della IV dinastia, dopo il fallimento dell'edificazione di quella di Meidum.
È una costruzione davvero particolare, perché i lati presentano una doppia inclinazione dovuta al cambiamento di progetto in corso d'opera. Inizialmente era stata progettata un'inclinazione di circa 54º delle pareti esterne, ma a causa di possibili difetti costruttivi essa fu ridotta a circa metà altezza a 43º, creando appunto una doppia inclinazione. Nel progetto originale doveva raggiungere l'altezza di 128,5 metri, ma dopo il cambio di pendenza arrivò all'altezza di 105 metri.
Quella a doppia pendenza è la piramide che conserva la più ampia parte di rivestimento esterno. All'interno è caratterizzata da due camere sepolcrali principali sormontate da soffitti realizzati con la tecnica dell'incorbellamento, a cui si accede attraverso due corridoi provenienti da due entrate differenti nell'edificio. La realizzazione degli ambienti interni rappresenta un prototipo che porterà poi alla realizzazione delle camere e dei corridoi della grande piramide di Cheope a Giza.
Snefru, il faraone che ordinò la costruzione di tale piramide, non fu soddisfatto della sua realizzazione, forse anche perché l'edificio presentava problemi di stabilità. Optò quindi per la costruzione di una nuova: realizzò la sua seconda piramide a Dahshur. È detta la Piramide rossa a causa del colore delle pietre utilizzate. Per la sua edificazione fu fatto tesoro dell'esperienza costruttiva della piramide a doppia pendenza e venne scelto come grado di inclinazione dei lati quello finale della prima opera. La sua altezza originale arrivava ai 104 metri e non presentò mai problemi di stabilità. Fu un'opera ben riuscita e Snefru la utilizzò come sepoltura, deduzione accertata dal ritrovamento di resti umani ma non di un sarcofago reale.
La piramide fu costruita secondo lo schema del complesso piramidale canonico e Grinsell che esplorò la struttura all'inizio del secolo scorso riferì, seppur in modo vago, della scoperta di un'ampia costruzione, presumibilmente il Tempio a valle, a circa 400 metri ad est della piramide principale ove terminava la rampa processionale. Purtroppo non sono state più effettuate indagini approfondite.
Le due piramidi costruite da questo faraone sono di poco più piccole di quelle celeberrime di Giza, ma se si considera lo sforzo totale della loro realizzazione (insieme a quella di Maidum), l'impresa costruttiva appare molto più titanica, considerando anche l'inesperienza dovuta alla novità di tali progetti.
Le altre piramidi esistenti a Dahshur sono della XII e XIII dinastia. I loro resti sono molto meno imponenti di quelle di Snefru poiché, nell'epoca in cui furono realizzate, erano cambiate le tecniche di costruzione. Non si utilizzarono più blocchi di granito per l'edificazione, ma i ben più economici e pratici mattoni di fango, che poi erano rivestiti col solito calcare. Tutto ciò rendeva più semplice l'opera di costruzione, ma a lungo andare, soprattutto dopo l'asporto del rivestimento, i mattoni di fango lasciati allo scoperto si sbriciolarono. Infatti, dopo millenni, queste piramidi non hanno neanche lontanamente l'aspetto originale, ma sono masse informi che si stagliano sopra il deserto.
Le due piramidi più significative della XII dinastia sono quelle di Sesostri III che raggiungeva l'altezza di metri 78,5 e quella Amenemhat III detta Piramide Nera, per la presenza di basalto, ed alta metri 81,5. In quest'ultima piramide fu ritrovata la statua lignea del Ka di Hor conservata al museo de Il Cairo insieme al pyramidion. Le altre sono costruzioni minori molto danneggiate che non permettono rilevamenti precisi.